# Streetball

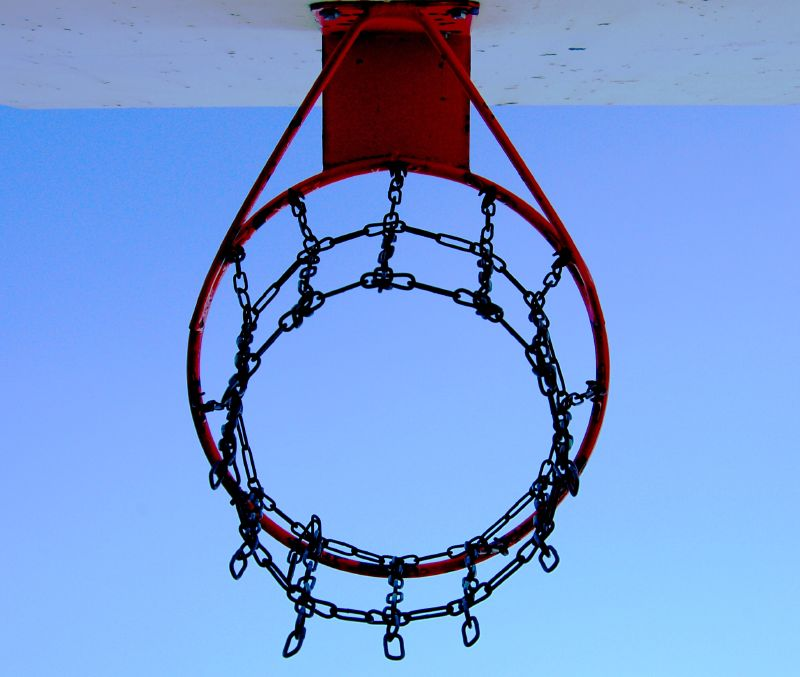
Widok od dołu obręczy na jednym z boisk streetballowych.

Streetball (pol. koszykówka uliczna, ang. street – ulica, ball – piłka) – termin określający rekreacyjne odmiany gry w koszykówkę, najczęściej na wolnym powietrzu, z użyciem jednego lub dwóch koszów, odnoszący się do subkultury młodzieżowej. Od 2020 roku dyscyplina olimpijska (wersja 3×3).

## Standardowy streetball
Streetball to rodzaj koszykówki, w której nie kładzie się nacisku na zasady, stosuje się tylko te elementarne. Nikt tu nie liczy czasu na wyprowadzenie akcji. Nie patrzy się na błędy. Streetball jest także bardziej siłowy, więc zdarza się więcej fauli, ale tylko te brutalne są wychwytywane przez innych graczy, gdyż rzadko się zdarza, by na boisku był sędzia. Gracze sami ustalają zasady gry i się ich trzymają. Mecze rozgrywane są na jeden lub dwa kosze. W streetballu nie zawsze gra się w drużynach 5-osobowych, zdarza się także grać w 3 lub 2-osobowych składach. Miejsce mają także pojedynki jeden na jeden. Rzuty punktowane są tak jak w zwykłej koszykówce lub: 2 za rzut zza linii 6,75 m i 1 z innego miejsca boiska.
W ostatnich latach rośnie popularność streetballu w Polsce, zaś wiele miast organizuje własne turnieje streetballowe (np. rozgrywany co roku na pomorzu New Balance Basket Tour Gdynia).
W streetballu dopuszcza się wiele innych reguł innych niż w koszykówce klasycznej, nie jest to jednak zasada, a jedynie kwestia umowna między samymi zawodnikami lub organizatorami imprez masowych. Czasami zezwala się na łamanie podstawowych zasad koszykówki w celu zwiększenia widowiskowości oraz przyjemności gry. Umożliwia się np. popełnianie błędu kroków, dotknięcie piłki nogą przy wykonywaniu efektownego triku koszykarskiego. W ligach streetballowych obowiązują jednak najczęściej zasady klasycznej koszykówki, dopuszczające jedynie te zagrania (triki), które nie naruszają jej zasad.
W koszykówce ulicznej, jak i halowej tricki naruszające zasady klasycznej koszykówki spopularyzowały zespoły niezależne, promujące tę dyscyplinę, często z bardzo dużym poczuciem humoru takie jak: Harlem Globetrotters (już w I połowie XX w.) czy Harlem Wizards. Pod koniec lat 90. wraz z pojawieniem się pierwszych mixów koszykarskich firmy obuwniczo-dziewiarskiej dla koszykarzy AND1 tricki odzyskały swoją popularność. Firma dostrzegając ten fakt stworzyła streetballową trasę pokazową nazwaną And 1 Mixtape Tour, mającą na celu wypromowanie marki. Do przedsięwzięcia zaproszono czołowych amerykańskich streetballerów. Późniejsze podobne projekty tego typu to: Ball4Real Tour oraz Ball Up Tour.
Popularyzacja trików koszykarskich wzrosła do tego stopnia, iż powstała nowa dyscyplina na nich oparta nazwana koszykarskim freestylem. Polega ona na wykonywaniu jak najtrudniejszych ewolucji z piłką, opartych na połączeniu dryblingu, kręcenia piłki, trików z elementami choreografii tanecznej. Całość pokazu musi być widowiskowa, prezentująca możliwie jak najwyższy poziom trudności oraz płynności wykonywanych ruchów.
W pojedynkach jeden na jeden bardzo często nie chodzi o sam wynik (w zależności od przyjętych, umownych zasad rywalizacji), lecz o pokazanie różnych ewolucji (trików) z wykorzystaniem piłki np. Crazy Legs, który mimo słabej skuteczności jest bardzo efektowny. Przykładem takich rozgrywek może być indonezyjska liga LA Streetball, gdzie prócz zdobywania punktów dodatkowo otrzymuje się bonusowe za efektowne triki. Na podstawie sumy punktów zdobytych w tradycyjny sposób, jak i poprzez triki jest wyłaniany zwycięzca. Przeciwieństwem tych zawodów jest ogólnoświatowy turniej 1 vs 1 - King Of The Rock, podczas którego gra się w klasyczną koszykówkę, nie naruszającą podstawowych jej zasad.
Do najpopularniejszych boisk w USA, gdzie króluje streetball należą (tam też rodził się streetball):
- Rucker Park, Nowy Jork – 155th Street i 8th Avenue
- The Cage (klatka), Nowy Jork – West 4th Street i 6th Avenue
- Venice Beach, Los Angeles
- Run'n'Shoot, Atlanta

## Inne gry streetballowe
W Polsce najpopularniejszą grą jest 21 i dwa odbicia.
Kolejną ewolucją, zaczynając od klasycznej koszykówki, przez streetball jest Slamball - czyli połączenie trampolin, akrobatyki, elementów futbolu amerykańskiego i koszykówki.

## Dyscyplina olimpijska
Od Igrzysk Olimpijskich w Tokio, w 2020 jest dyscypliną olimpijską (wersja 3×3) i rozdane zostały pierwsze medale olimpijskie.